# Peter Frederik Wergmann

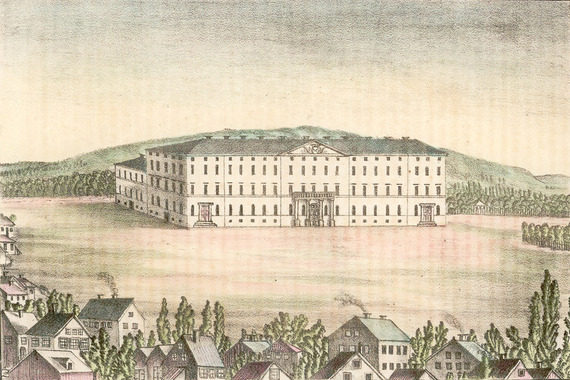
Litografía del Palacio Real de Oslo de 1837. Pertenece a la colección del Museo de Oslo.

Peter Frederick Wergmann (Copenhague, 2 de noviembre de 1802 - Christiania, 17 de junio de 1869) fue un actor, dibujante, pintor y escritor danés-noruego que trabajó en Noruega desde 1831. Está considerado como el fundador de la moderna dramaturgia en el país.

## Biografía
Se desconoce su formación, pero se sabe que trabajó como actor en Copenhague. En esa época, pertenecía a un grupo danés, pero más adelante marchó a Noruega. A la vez que recorría los teatros con su grupo de actores, Wergmann hacía dibujos y bocetos que más tarde fijaría en las litografías que se han conservado. Publicó al menos dos colecciones de paisajes urbanos y campestres.
En Christiania, actual Oslo, recibió el encargo de palacio de decorar varias de las salas palaciegas. El mayor impacto lo tuvo, sin embargo, como decorador del Teatro de Christiania.